# Artisjok
De artisjok (Cynara scolymus) is een plant uit de composietenfamilie (Asteraceae) en komt uit het Middellandse Zeegebied.

## Eigenschappen

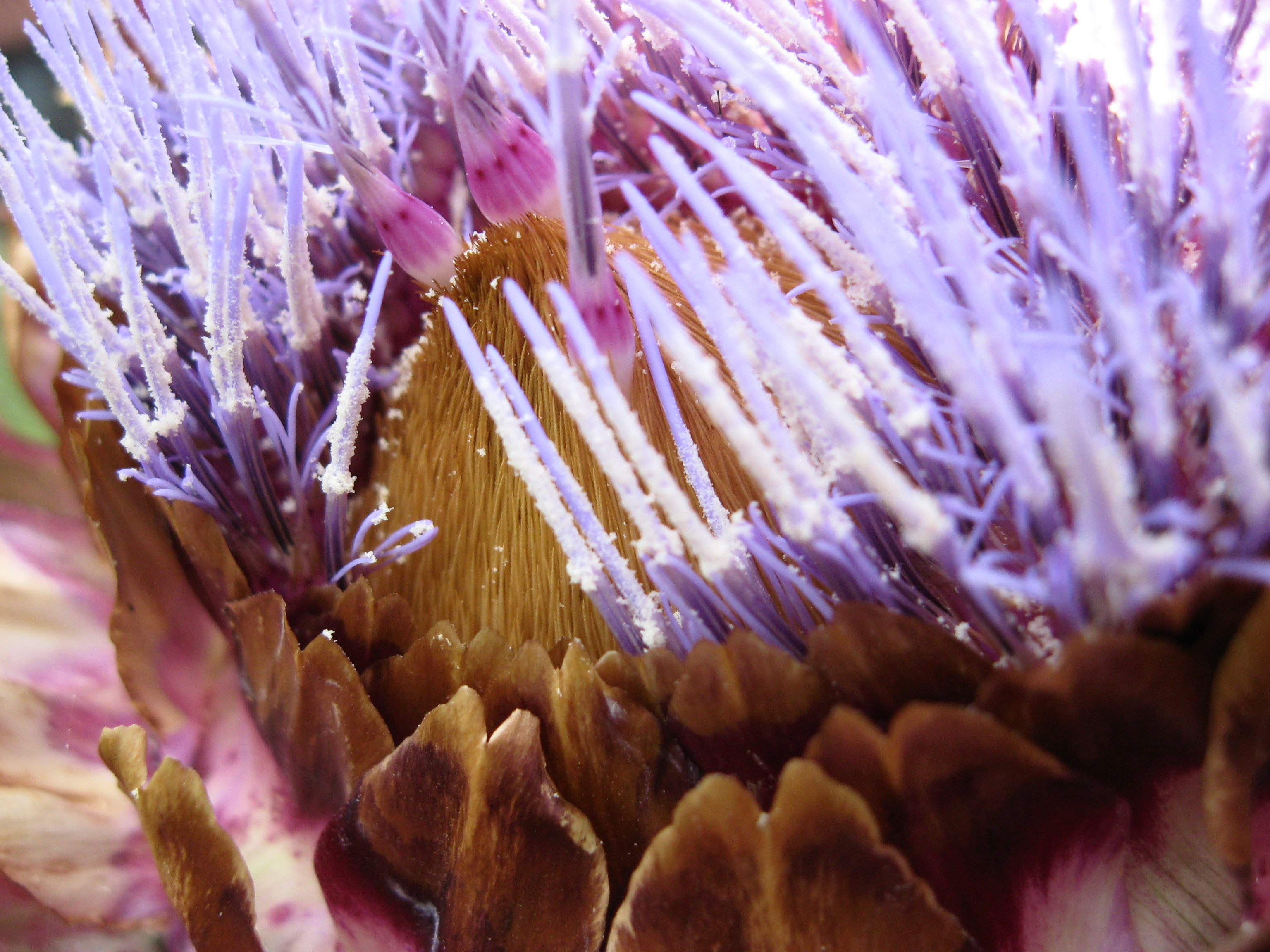
Detail van een bloemhoofdje met vele afzonderlijke bloemen

De plant heeft bloemen in hoofdjes en puntige omwindselbladeren. De plant heeft prikkelbare meeldraden: bij aanraking met bijvoorbeeld een bijentong of -poot trekken de helmdraden zich samen en komt er een snuifje wit stuifmeel vrij uit de helmknoppen.

## Geschiedenis en naamgeving
De naam komt uit het middeleeuwse Arabisch: الخرشوف (al-ḫaršūf). De plant wordt al in de 8ste eeuw v.C. genoemd door Homerus en Hesiodos. Plinius de Oudere meldt dat de plant groeit in Carthago en Córdoba. Verschillende variëteiten groeiden ook in Sicilië, daar geïntroduceerd in de vroege oudheid door de Grieken. Zij noemden deze plant κάκτος (káktos). In de late 15e en 16e eeuw verschijnt de plant in Zuid-Frankrijk. De Nederlanders introduceerden de artisjok in Engeland, waar ze in 1530 in de tuinen (Newhall) van Hendrik VIII van Engeland groeiden.

## Consumptie en teelt

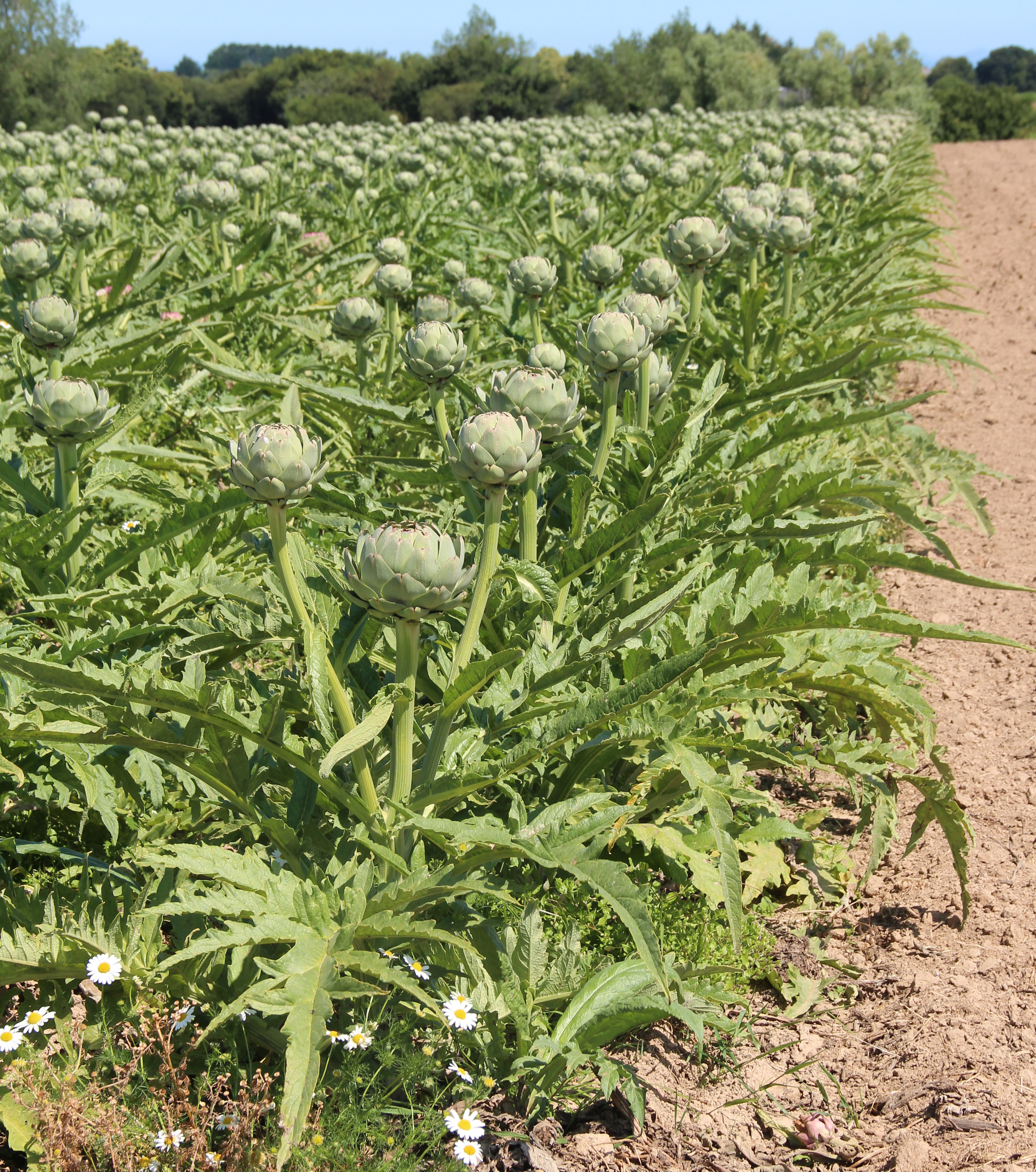
Artisjokkenveld in Bretagne

De vlezige schutbladeren van het gesloten bloemhoofdje worden als groente gegeten. Voor deze teelt worden stekelloze planten gebruikt, die vegetatief vermeerderd worden. In Nederland valt de oogst van de nog gesloten bloemhoofdjes in de maanden augustus en september. Na de oogst wordt de bloeistengel uit de plant gesneden. De planten moeten gedurende de winter vorstvrij worden gehouden door ze af te dekken met stro en plastic.
De grootste producent van de groente is Egypte (land), dan Italië, Spanje, Algerije en Peru.

## Verwanten
Nauw verwant aan de artisjok is de kardoen (Cynara cardunculus), waarvan eveneens delen worden gegeten.